# NGC 3402
NGC 3402 (również NGC 3411 lub PGC 32479) – galaktyka eliptyczna (E), znajdująca się w gwiazdozbiorze Hydry.
Odkrył ją William Herschel 25 marca 1786 roku. Prawdopodobnie tę samą galaktykę obserwował w 1880 roku Andrew Common, podał jednak tylko jej przybliżoną pozycję. John Dreyer skatalogował obserwację Herschela jako NGC 3411, a Commona jako NGC 3402.